# Académie pontificale des beaux-arts et des lettres des virtuoses au Panthéon
L’académie pontificale des beaux-arts et des lettres des virtuoses au Panthéon (en italien Congregazione dei Virtuosi al Pantheon ou Pontificia Insigne Accademia di Belle Arti e Letteratura dei Virtuosi al Pantheon), fondée en 1542, est l'une des dix Académies pontificales. Selon ses nouveaux statuts, adoptés en 1995, l'institution a pour but de favoriser l'étude, l'exercice et le perfectionnement des lettres et des Beaux-Arts, en particulier dans les domaines de la littérature d'inspiration chrétienne et de l'art sacré sous toutes ses formes, et de promouvoir l'élévation spirituelle des artistes, de concert avec le Conseil pontifical pour la culture. 

## Histoire
Fondée à l'initiative du moine cistercien Desiderio d'Adiutorio sous l'appellation de Congregazione di San Giuseppe di Terrasanta (Congrégation de Saint Joseph de Terre-Sainte), et reconnue par le pape Paul III, le 15 octobre 1542. Dès cette époque, les plus grands artistes de Rome en font partie.
À partir du XVIIe siècle, la Congregazione organise chaque année une exposition et un concours d'art sacré au Panthéon, le jour de la Saint Joseph. En 1861, le pape Pie IX lui concède le titre de « pontifical » et, en 1928, Pie XI celui d'académie. 
De nos jours, l'académie organise toujours des expositions, des conférences, édite diverses publication, conserve et met en valeur ses archives dont les plus anciennes remontent à 1542. 

## Composition
Les Virtuoses ou membres ordinaires de l'académie sont au nombre de cinquante, divisé en cinq classes : architectes, peintres et cinéastes, sculpteurs, musiciens et universitaires ou amoureux des disciplines liées aux arts, poètes et écrivains. Les Virtuoses sont choisis parmi les personnalités les plus éminentes de chaque nation, parvenues au sommet de leur art, reconnues pour leur droiture et leur moralité.
Le président de l'académie est nommé par le Souverain pontife pour un mandat de cinq ans renouvelable. Il est également membre du conseil de coordination des Académies pontificales. Pio Baldi a été nommé président de l'académie en 2016 par le pape François. Le siège de l'académie est situé 1, Piazza della Cancelleria (place de la chancellerie) au Vatican.